# Johann Carl Adolf von Nostitz
Johann Carl Adolf von Nostitz (* 1743; † 1800) war ein deutscher Soldat und Rittergutsbesitzer aus der Ullersdorf-Quolsdorfer Linie der Nostitz.

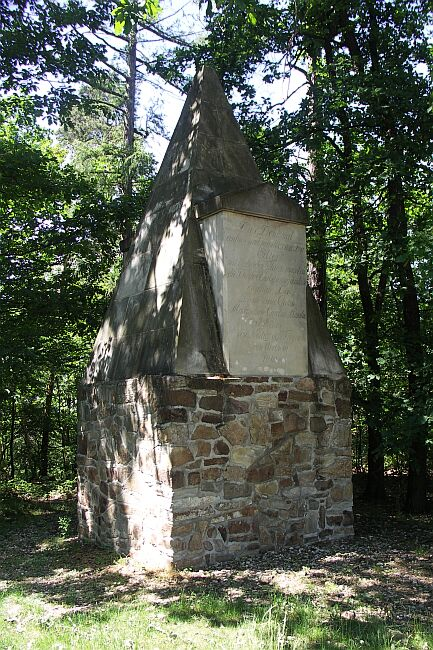
Monument, das die Witwe 1801 auf der Nostitzhöhe (heutige Bezeichnung Monumentberg) errichten ließ.

Ab 1774 war er Premierleutnant in der kursächsischen Armee mit Beförderungen 1786 zum Kapitän und 1793 zum Major.
Das Rittergut Groß Radisch war seit 1682 im Besitz des Adelsgeschlechts Nostitz. Unter seiner Regentschaft förderte er gemeinsam mit seiner Gemahlin Maximiliane Caroline Amalie (geb. Freiin von Werthern) den Kirchneubau im königlich sächsischen Dorf. Nach seinem Tod wurde das Gut infolge der Befreiungskriege 1815 Teil des Landkreises Rothenburg der preußischen Provinz Schlesien. Heute zählt es zur sächsischen Oberlausitz.
Zum Gedenken ließ die Witwe 1801 ein Monument auf dem Monumentberg östlich Groß Radischs errichten, der noch im späten 19. Jahrhundert nachweislich die Bezeichnung Nostitzhöhe trug.

## Nostitzhöhe
Ab 1863 nutzte das Königlich Preussische Geodätische Institut das Podium des damaligen Aussichtsturms für die Montage einer Vermessungssäule. Den TP der Mitteleuropäischen Gradmessung und, später, der Königlich-Sächsischen Triangulation referenzierte das Institut mit dem Namen Nostitzhöhe und der fortlaufenden Nummer 2.